# Dizzy Reed
Darren Reed (* 18. června 1963), známý spíše pod svým pseudonymem Dizzy Reed, je od roku 1990 klávesistou americké kapely Guns N' Roses. Jedná se také o zakladatele kapel „The Wild“ a „Hookers & Blow“, jejímž je zároveň i zpěvákem.